# Henry Hyde
Henry John Hyde (Chicago, 18 aprile 1924 – Chicago, 29 novembre 2007) è stato un politico statunitense, membro della Camera dei Rappresentanti per lo stato dell'Illinois dal 1975 al 2007.

## Biografia
Nato a Chicago da padre inglese e madre irlandese, Hyde crebbe in una famiglia sostenitrice del Partito Democratico ma una volta divenuto adulto decise di aderire al Partito Repubblicano.
Nel 1962 si candidò alla Camera dei Rappresentanti ma venne sconfitto dal deputato democratico in carica Roman Pucinski. Nel 1967 venne eletto all'interno della legislatura statale dell'Illinois e nello stesso periodo collaborò con lo staff del candidato alla presidenza Richard Nixon. Nel 1974 si candidò nuovamente alla Camera e questa volta riuscì ad essere eletto deputato.
Hyde venne riconfermato per altri tredici mandati, anche grazie all'alto tasso di elettori repubblicani presenti nel suo distretto congressuale. Ideologicamente Hyde era giudicato un conservatore e condusse molte battaglie contro l'aborto. Fu un grande sostenitore dell'amministrazione Reagan e uno dei più accaniti oppositori di Bill Clinton.
Affetto da alcuni problemi cardiaci, nel 2007 Hyde annunciò il proprio ritiro dal Congresso e venne succeduto dal compagno di partito Peter Roskam. Nel novembre dello stesso anno fu insignito della medaglia presidenziale della libertà e morì pochi giorni dopo, all'età di ottantatré anni.